# 盧斯山
50°47′12.8″N 6°4′45.1″E / 50.786889°N 6.079194°E
盧斯山是德国的一座小丘，位于阿亨附近，約264米高，從阿亨的北方望去即可明顯地看到它。他的名稱來源並不非常清楚，可能是從德語「Lusen」（Lugen窺看、Schauen觀看）組成，因為它極佳的周圍環境而命名，或源自於查理大帝的兒子虔诚的路德维奇（德語：Ludwig der Fromen），即路易（法語：Louis）。

## 傳說

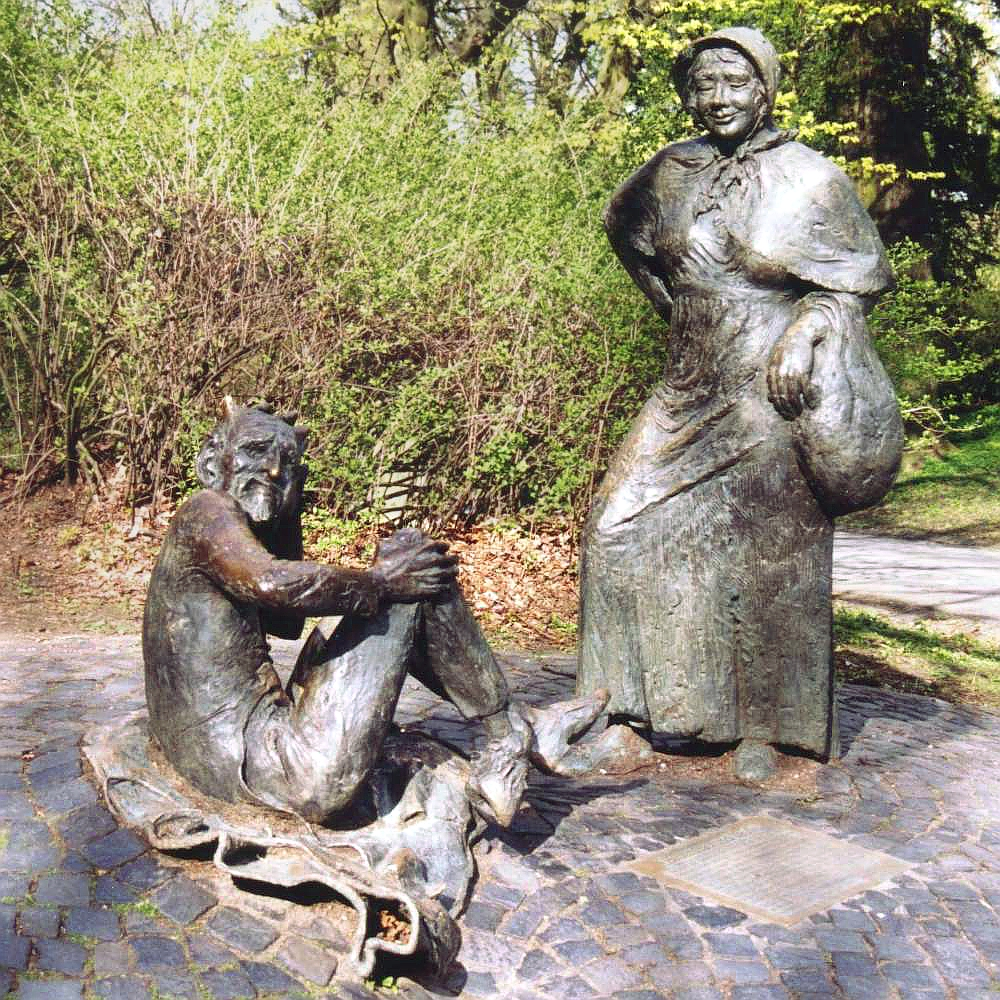
卢斯山上魔鬼与农妇的铜像

傳說在查理大帝过世后，亚琛大教堂仍未完工，但亚琛的居民希望能够将教堂建完，但苦无经费，因此决定跟魔鬼作交易。魔鬼答应借钱给亚琛居民，但也开出条件，需要第一个进教堂的人的心脏。亚琛居民拿到钱后，不想伤害任何一个居民，因此想到一个方法，抓一只狼放进教堂，让魔鬼上当。后来魔鬼进教堂把狼的心脏抓出来后，才发现自己被骗了，非常生气，匆匆地离开了教堂，结果手指被夹在了教堂的门上。因此现在进入亚琛主教座堂的大厅会看到狼的与狼的心脏的铜像，并在亚琛主教座堂的大门上可以摸到恶魔的手指。后来魔鬼想报仇，扛了一大包沙土，打算把亚琛给埋了，但来到亚琛的路上却迷路了，只好问当地一位老农妇。老农妇一眼就看出这是魔鬼的乔装，便骗魔鬼说亚琛还很远很远，无法到达。魔鬼这次又被耍了，生气地把手上那包沙丢下便离开了。后来那包沙成了现在的卢斯山（Lousberg）。在卢斯山可以看到魔鬼与老农妇的铜像，山路上也有魔鬼的脚印，一只是人脚一只则为马脚。亚琛方言的lous，也可以是小聪明之意。